# Guy Menzies

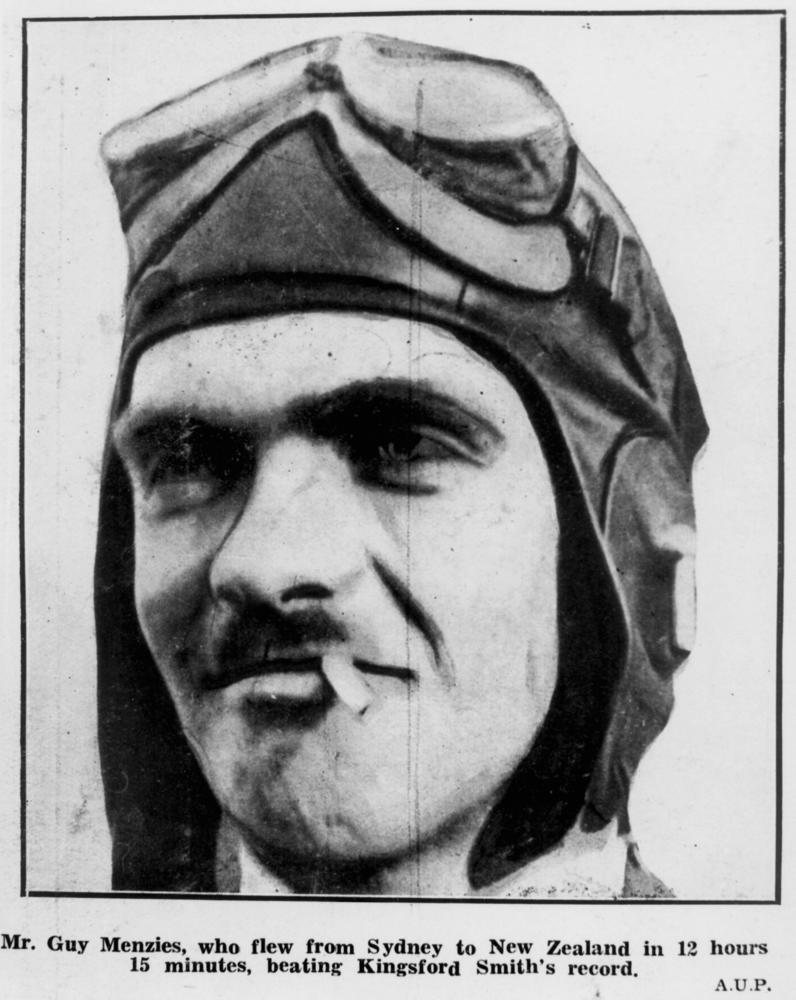
Guy Lambton Menzies, um 1931

Guy Lambton Menzies (geboren am 20. August 1909 in Australien; gestorben am 1. November 1940 vor der Küste Siziliens) war ein australischer Pilot. Er überflog als Erster alleine die Tasmansee von Australien nach Neuseeland.

## Leben

### Vor dem Rekordflug
Guy Lambton Menzies wurde als Sohn von Guy Menzies und Ivy Mabel Lambton, die schottische Vorfahren hatte, geboren. Sie lebten zusammen mit Guys drei Geschwistern Ian, Betty und Bruce in Drummoyne, einem Vorort Sydneys. Er war begeisterter Motorradfahrer, bekannt unter dem Namen Don McKay – The Flying Scotsman, und dadurch mit Norman Leslie Smith befreundet. Zugleich war er Pilot und hatte bis zu seinem 21. Lebensjahr bereits über 800 Flugstunden absolviert.

### Überquerung der Tasmansee

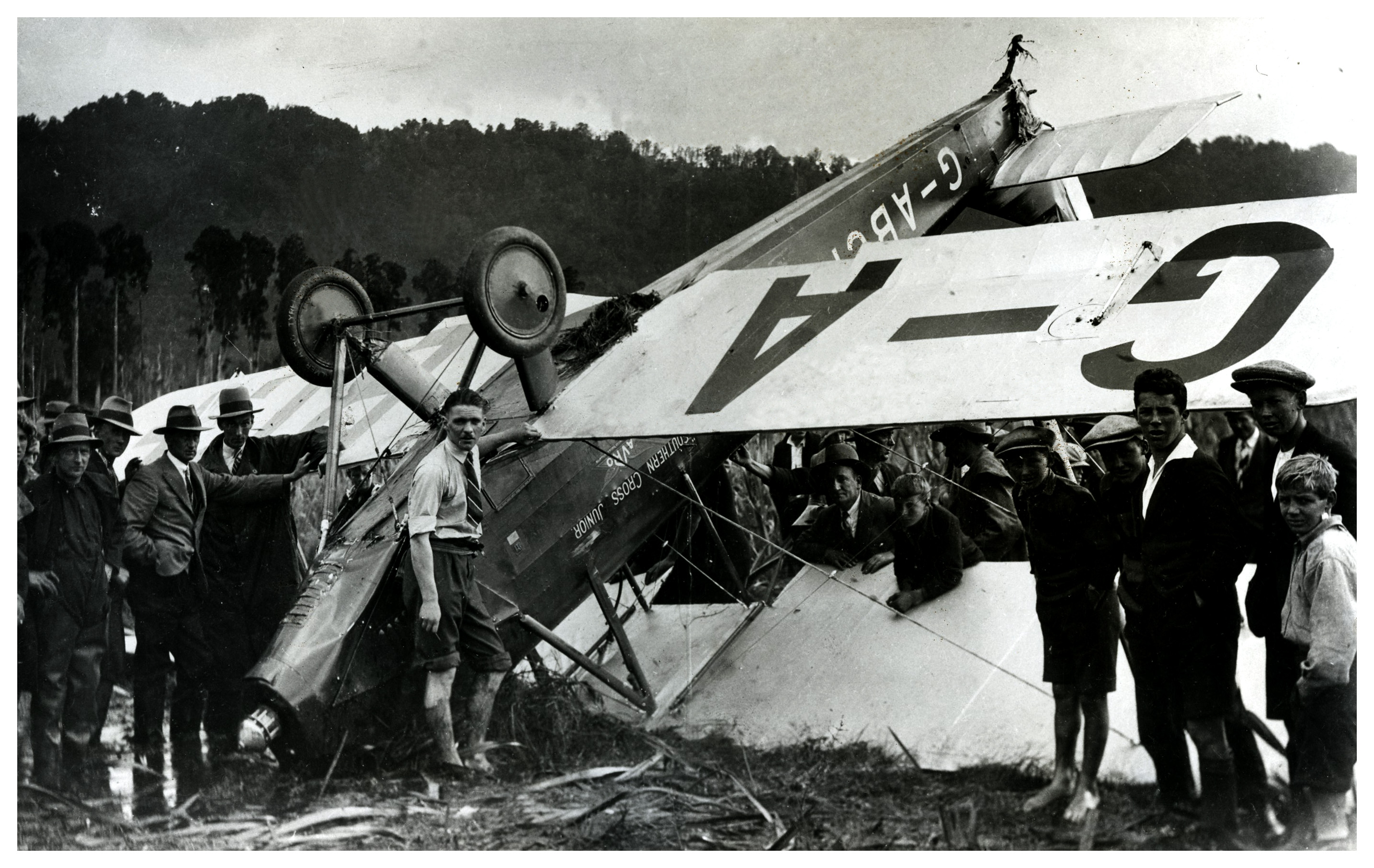
Bruchlandung

Der erste Versuch einer Überquerung der Tasmansee in der Luft misslang 1927, als Maschine und Piloten spurlos verschwanden. 1928 gelang Charles Ulm und Charles Kingsford Smith der erste gemeinsame Überflug. Von Letzterem kaufte Guy Menzies die Southern Cross Junior, eine Avro Sports Avian, mit der er ursprünglich einen Flug nach Japan beabsichtigt hatte. Er änderte jedoch seine Pläne und meldete für den 7. Januar 1931 einen Flug nach Perth an. Auf diese Weise kam er an eine Flugerlaubnis, brach jedoch statt nach Perth in Richtung Neuseeland auf. Seiner Familie hinterließ er lediglich eine Notiz.

“I am flying to New Zealand instead of to Perth as was planned with you. I have always wanted to do this trip and as the opportunity presented itself. […] wish me luck. Cheerio, Guy.”

„Ich fliege nun entgegen der vorigen Planung nach Neuseeland statt nach Perth. Das wollte ich schon immer und die Gelegenheit ergab sich. […] wünscht mir Glück. Cheerio, Guy.“

Menzies startete in Sydney und peilte von dort den neuseeländischen Ort Blenheim an, kam unterwegs aber vom Kurs ab. Als er die wolkenverhangenen Gipfel der Neuseeländischen Alpen sah, wollte er auf einem flachen Stück Land unweit der Siedlung Harihari landen. Unglücklicherweise war dies ein Feuchtgebiet und die Maschine überschlug sich, Menzies blieb jedoch unverletzt. Den ungläubigen Einheimischen zeigte er eine aus Sydney stammende Sandwichverpackung, um seine Leistung zu beweisen. Er hatte den Flug in rund 12 Stunden geschafft, etwa zwei Stunden schneller als Kingsford Smith und Ulm, und war der Erste, der den Überflug alleine schaffte.

### Nach dem Rekordflug
Zu Beginn des Zweiten Weltkriegs trat Guy Menzies der Royal Air Force bei. Er starb beim Abschuss seiner Short Sunderland über dem Ionischen Meer vor der Küste Siziliens.

## Würdigung

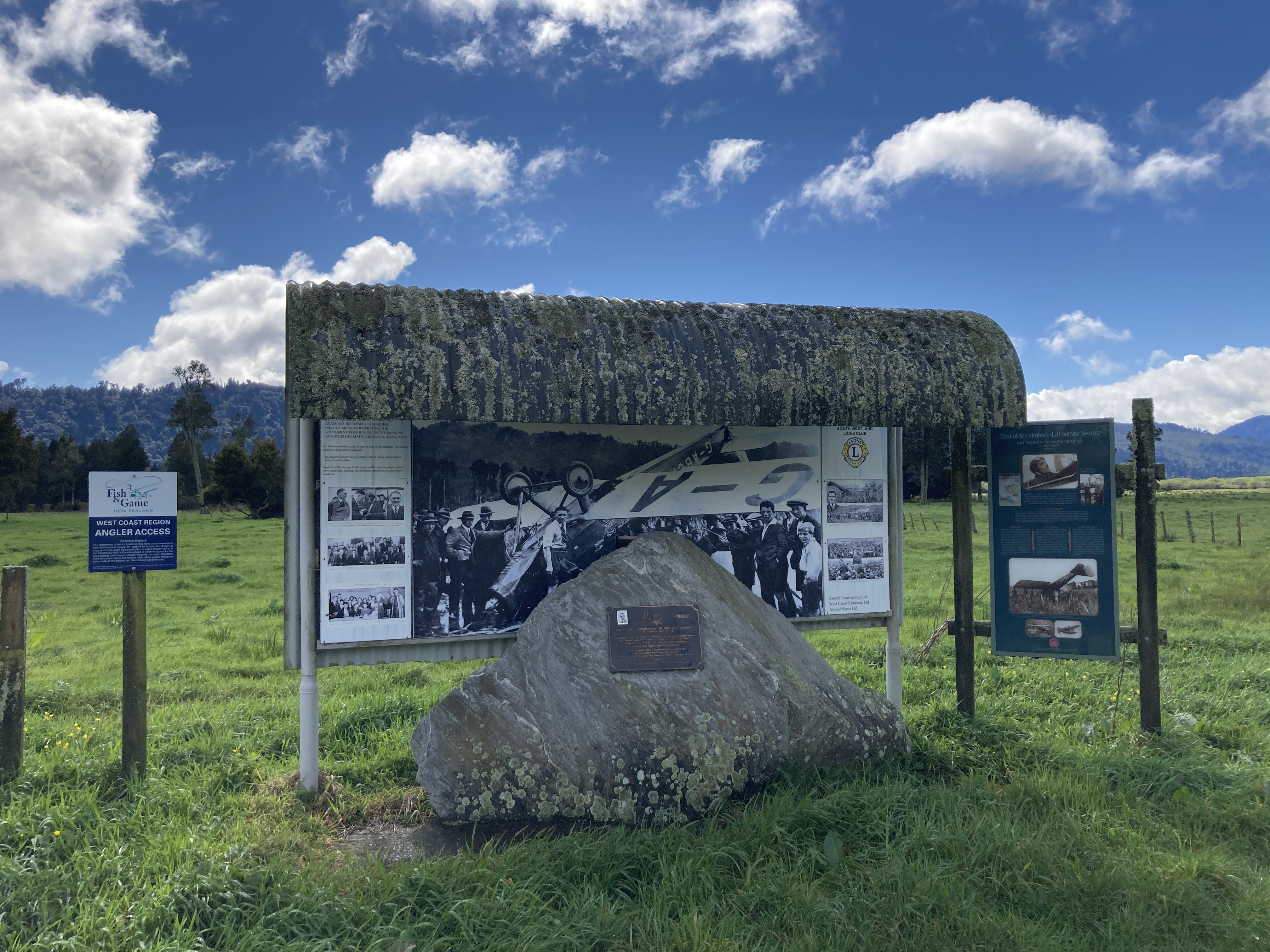
Gedenktafel

Am Landeplatz bei Harihari, der inzwischen nicht mehr Teil des Sumpfes ist, wurde ein Denkmal (No. 7637) errichtet.
2006 wiederholte der Australier Dick Smith den Rekordflug anlässlich des 75-jährigen Jubiläums.